# Francisco Tomey
Francisco Tomey Gómez (Madrid, 28 de marzo de 1946-Guadalajara, 2 de octubre de 2024) fue un político español. Presidente de la Diputación Provincial de Guadalajara (1983-1999); Diputado por el Partido Popular en el Congreso de los Diputados en representación de la circunscripción de Guadalajara (1989-1993)y Senador (1986-1989; 1993-2000).

## Biografía
Francisco Tomey nació en Madrid (1946). Se licenció en Gestión Comercial y Marketing, y fue periodista.
Entre otros cargos en el Congreso de los Diputados, fue Vicepresidente Segundo de la Comisión de Industria, Obras Públicas y Servicios (octubre de 1991-abril de 1993); Secretario Segundo de la Comisión de Industria, Obras Públicas y Servicios (diciembre de 1989-octubre de 1991); y Vocal de la Comisión Mixta de Investigación Científica y Desarrollo Tecnológico (marzo de 1990-abril de 1993).
Posteriormente fue Presidente de la Diputación Provincial de Guadalajara (1983-1999), desde donde acometió la tarea de generalizar las acometidas de luz y agua, de asfaltado de calles y de renovación de todo tipo de instalaciones públicas en muchos municipios de la provincia.Consiguió que numerosos pueblos de Guadalajara contaran con un frontón, o alguna instalación deportiva, cultural o social.
También se ocupó de la recuperación de diversos recursos etnográficos de Guadalajara. Inauguró: la Escuela Provincial de Folclore, el primer Conservatorio de Guadalajara, o el Complejo San José, además de numerosas publicaciones sobre las tradiciones de la provincia.
Fue Vicepresidente 2º de la Federación Española de Municipios y Provincias,presidente del Partido Popular en la provincia de Guadalajara (hasta el 2000),concejal del Ayuntamiento de Guadalajara (1983-1999) y Senador (1986-1989; 1993-1996; 1996-2000).
Casado con María Teresa Senso Galán. El matrimonio tuvo tres hijos.
Francisco Tomey falleció en Guadalajara, a los 78, como consecuencia de un infarto.La Diputacuión de Guadalajara decretó dos días de luto oficial por él.